# Кукуэль, Эдвард
Эдвард Кукуэль (англ. Edward Cucuel; 6 августа 1875, Сан-Франциско — 18 апреля 1954, Пасадина, Калифорния) — американский художник-импрессионист, живший и работавший в Германии.

## Биография
Эдвард Кукуэль был родом из Сан-Франциско. Уже в 14 лет он стал учиться живописи в родном городе и работал иллюстратором в газете The Examiner. В 1892 году Кукуэль уехал в Париж, где продолжил обучение. Ненадолго вернувшись в Штаты, Эдвард отправился в Европу, где изучал живопись старых мастеров в Италии, Франции и Германии. В дальнейшем его страсть к путешествиям и познанию нового распространилась и на Азию. С 1907 года жил в Мюнхене, исторической родине отца. Женился на Кларе Лотте фон Маркард, подруге художника Лео Путца и его супруги. Член Национального Союза изобразительных искусств, Кукуэль выставлялся в Осеннем Салоне в Париже и многих галереях в Германии, Англии и США. Навсегда покинуть немецкую землю его заставило лишь начало Второй мировой войны. Он поселился в Калифорнии, где жил до самой смерти в 1954 году.